# Ohio State University Men's Volleyball
La Ohio State University Men's Volleyball è la squadra di pallavolo maschile appartenente alla Ohio State University, con sede a Columbus (Ohio): milita nella Midwestern Intercollegiate Volleyball Association della NCAA Division I.

## Palmarès
- NCAA Division I: 3

2011, 2016, 2017

## Record
| Piazzamento          |    | Edizione |
| -------------------- | -- | --- |
| Tornei NCAA          | 22 | Vincitrice: 3 2011, 2016, 2017 |
| Tornei NCAA          | 22 | Finale: 2 1977, 2000 |
| Tornei NCAA          | 22 | 3º posto: 5 1975, 1976, 1978, 1980, 1983 |
| Tornei NCAA          | 22 | 4º posto: 5 1981, 1982, 1986, 1987, 1993 |
| Tornei NCAA          | 22 | Semifinali: 6 2001, 2005, 2008, 2009, 2010, 2018 |
| Tornei NCAA          | 22 | Quarti di finale: 2 2023, 2024 |
| Titoli di conference | 23 | Midwestern Intercollegiate Volleyball Association: 23 1969, 1975, 1976, 1977, 1978, 1981, 1982, 1983, 1986, 1987, 1993, 2000, 2001, 2005, 2008, 2009, 2010, 2011, 2016, 2017, 2018, 2023, 2024 |

## Conference
- Midwestern Intercollegiate Volleyball Association: 1961-

## National Player of the Year
- Nicolas Szerszeń (2016)

## National Newcomer of the Year
- Driss Guessous (2014)

## National Coach of the Year
- Peter Hanson (2000, 2011, 2016)

## All-American

### First Team
- Ángel Aja (1998)
- René Esteves (2000)
- Daniel Mathews (2007, 2008)
- Steven Kehoe (2011)
- Shawn Sangrey (2012)
- Miles Johnson (2016, 2017)
- Nicolas Szerszeń (2016, 2017, 2018)
- Jacob Pasteur (2023)

### Second Team
- René Esteves (1998, 1999)
- Ángel Aja (2000)
- Pieter Olree (2002)
- Mark Greaves (2005)
- Steven Kehoe (2010)
- Shawn Sangrey (2010)
- Driss Guessous (2014)
- Christian Blough (2016, 2017)
- Maxime Hervoir (2018)
- Jacob Pasteur (2024)

## Allenatori
- Karl Dunlap: 1968-1971
- Doug Bea: 1972-1974
- Taras Liskevych: 1975-1976
- Suguru Furuichi: 1977-1978
- Doug Tegtmeier: 1979
- Bob Yoder: 1980-1981
- Jim Smoot: 1982-1984
- Peter Hanson: 1985-2019
- Kevin Burch: 2020-